# Telemung
Telemung is een bestuurslaag in het regentschap Banyuwangi van de provincie Oost-Java, Indonesië. Telemung telt 4501 inwoners (volkstelling 2010).